# Яньцай
Яньцай (кит. трад. 奄蔡, буквально: «обширная степь»; рек. [ʔromʔ s.r̥ˁats]) — государственное объединение союза ираноязычных кочевых племен, заселявших запад Центральной Азии во время династии Хань (206 г. до н. э. — 220 г. н. э.). Не исключается отождествление владения Яньцай с территорией обитания аорсов греческих источников. Ю. А. Зуев сопоставлял Яньцай с упоминаемой у Плиния Старшего Абзойей.

## Исторические сведения
Наиболее ранние упоминания политонима Яньцай появляются у китайских авторов: в «Исторических записках» Сыма Цяня и в 96-й главе «Цянь Хань шу» («История старшей династии Хань»). Источники указывают, что это владение «лежит в 2000 ли от Кангюя на северо-запад, которое имеет до 100000 войска и в обыкновениях совершенно сходствует с Кангюем. Оно примыкает к великому озеру, которое имеет отлогие берега. Это есть северное море». Данные свидетельства (вероятно, записанные со слов купцов и дипломатов) относятся к середине II века до н. э. В следующие столетия название Яньцай ещё несколько раз упоминается китайскими династийными хрониками как одно из государств «Западного края» (то есть, Центральной Азии).

## Название
Приаральское царство Яньцай, было названо так Чжан Цянем во II веке до н. э., но к концу I века китайцам стало известно, что оно называется Алань/Аланья (Alanliao, кит. трад. 阿蘭聊).
Составитель «Вэйшу» привёл ещё одно новое название Яньцай — Вэньнаша (Тёплые пески).
Г. В. Вернадский высказывался о прозвании алан антами, аргументируя это схожестью названия образования «Яньцай» (Антсай или Ан-тсай в его терминологии) с этнонимом «ант», а происхождение слова выводил из тохарскского «Антсай» — равнина.

## Зависимость от Кангюй
После Таласской битвы политический престиж царства Канцзюй был особенно высок, и оно расширило с помощью войска свои владения на запад за счёт южной части территорий царства Яньцай, лежавших к северу от Аньси. На этих землях и было создано подвластное Канцзюй владение Юйцзянь. Яньцай же, как не сложно догадаться, вступило в полосу упадка, что отразилось на его политическом статусе — согласно «Истории Поздней Хань» («Хоу Хань шу») «царство» Яньцай, получившее в I веке н. э. название Алань(я), находилось в зависимости от Канцзюй, так же как и лежавшие к северу от Яньцай царство Янь (возможно, бахмутинская культура) и царство Суи, местоположение которого не определено.
Связываемая с владением Яньцай Джетыасарская археологическая культура обнаруживает тесные долговременные связи с культурами Средней Сырдарьи — отрарско-каратауской и каунчинской, которые считаются кангюйскими.

## Создание Сутэ

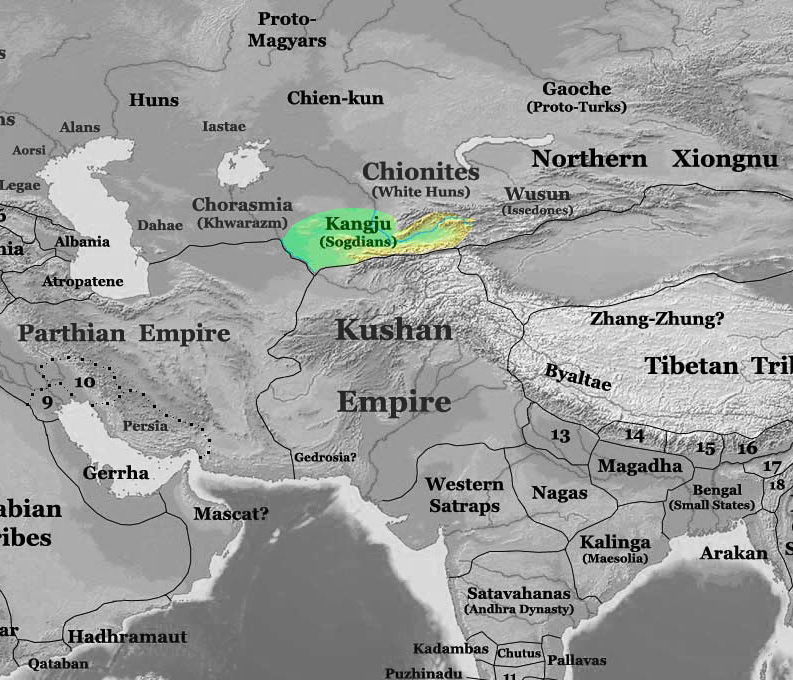
Канцзюй и соседи около 200 года.

Динлины, издревле жившие к северу от границы между Усунь и Сюнну (на северо-западе теперешнего Восточного Туркестана), в конце II века, под натиском сяньбийцев, переселились дальше (西丁零), к северо-западу от Усунь, где воссоздали три своих «царства»: собственно Динлин — к северо-западу от Усунь, Цзянькунь (Гянь-гунь) — к востоку от Яньцай/Алань и между ними, к северу от Тянь-Шаня и царства Канцзюй — царство Худе (Хуцзе, Уокиль).
Этот регион характеризуется преимущественно полупустынными и пустынными землями, расположенными к северу и югу от долины единственной здесь реки Чу. Суровость края вынуждала многочисленных динлинов проникать во владения ближайших соседей.
По мнению Боровковой, смешавшиеся племена алан и динлинов создали в 80-е годы IV века царство Сутэ (粟特國) на землях бывших царств Яньцай/Алань и трёх динлинских, то есть между Аральским морем и оз. Балхаш, и стали, надо полагать, постепенно оттеснять прежде всего ближайших к ним канцзюйцев с их традиционных территорий в горы Цунлин (Тянь-Шань).

## Локализация
Согласно китайским источникам, Яньцай отстоит от Кангюя на 2000 (ханьских) ли, то есть около 800 километров, что указывает на Восточное Приаралье, поскольку Яньцай указывается рядом с большим водоёмом, и на Сырдарью в её нижнем течении. Другие исследователи, ассоциируя «северное море» с Каспием, значительно расширяют предполагаемые границы Кангюя и помещают Яньцай, таким образом, в Северный Прикаспий, Нижнюю Волгу и Южный Урал, где античные авторы указывали первоначальные места расселения аорсов.